# Водорості, занесені до Червоної книги України
Список водоростей, занесених до Червоної книги України.
До списку входить 60 видів водоростей. З них 30 — вразливі, — 29 рідкісні, 1 — зникаючий.

## Перелік

### ВідділСтрептофітові водорості
| № п/п | Українська назва виду     | Латинська назва виду                               | Рід           | Природоохоронний статус |  |
| ----- | ------------------------- | -------------------------------------------------- | ------------- | ----------------------- |  |
| 1     | Роя англійська            | Roya anglica G.S. West in Hodgetts                 | Мезотенієві   | Вразливий               |  |
| 2     | Спірогіра Рейнгарда       | Spirogyra reinhardii Chmiel. emend. Gauth.– Lièvre | Zygnemataceae | Вразливий               |  |
| 3     | Генікулярія спіротенієва  | Genicularia spirotaenia (de Bary) de Bary          | Гонатозигові  | Вразливий               |  |
| 4     | Гонатозігон волохатий     | Gonatozygon pilosum Wolle                          | Гонатозигові  | Рідкісний               |  |
| 5     | Пеніум Борге              | Penium borgeanum Skuja                             | Гонатозигові  | Вразливий               |  |
| 6     | Бамбузіна Бребіссона      | Bambusina brebissonii Kütz. ex Kütz.               | Десмідієві    | Рідкісний               |  |
| 7     | Десмідіум Бейлі           | Desmidium baileyi (Ralfs) Nordst.                  | Десмідієві    | Рідкісний               |  |
| 8     | Оокардіум простягнутий    | Oocardium stratum Nägeli                           | Десмідієві    | Вразливий               |  |
| 9     | Нітела найтонша           | Nitella tenuissima (Desv.) Kütz.                   | Нітеллові     | Рідкісний               |  |
| 10    | Нітела струнка            | Nitella gracilis (J.E. Sm.) C. Agardh              | Нітеллові     | Вразливий               |  |
| 11    | Толіпела проліферуюча     | Tolypella prolifera (Ziz. ex A. Braun) Leonhar.    | Нітеллові     | Рідкісний               |  |
| 12    | Нітелопсіс притуплений    | Nitellopsis obtusa (Desv. in Loisel) J. Groves     | Нітелопсидові | Рідкісний               |  |
| 13    | Лампротамніум пухирчастий | Lamprothamnium papullosum (Wallroth) J. Groves     | Харові        | Вразливий               |  |
| 14    | Хара Брауна               | Chara braunii C.C. Gmellin                         | Харові        | Вразливий               |  |
| 15    | Хара витончена            | Chara delicatula C. Agardh                         | Харові        | Рідкісні                |  |
| 16    | Хара мохувата             | Chara muscosa J. Groves et Bull.–Webst.            | Харові        | Вразливий               |  |
| 17    | Хара сивіюча              | Chara canescens Desv. et Loisel in Loisel          | Харові        | Рідкісні                |  |

### Відділ Жовтозелені водорості (Xantophyta)
| № п/п | Українська назва виду | Латинська назва виду                       | Рід       | Природоохоронний статус |  |
| ----- | --------------------- | ------------------------------------------ | --------- | ----------------------- |  |
| 1     | Вошерія прибережна    | Vaucheria litorea Hoffm.–Bang. et C.Agardh | Вошерієві | Рідкісні                |  |

### ВідділБурі водорості
| № п/п | Українська назва виду   | Латинська назва виду | Рід           | Природоохоронний статус |  |
| ----- | ----------------------- | --- | ------------- | ----------------------- |  |
| 1     | Діктиота дихотомічна    | Dictyota dichotoma (Huds.) J.V. Lamour.                                                                                            | Діктиотові    | Вразливий               |  |
| 2     | Ектокарпус стручкуватий | Ectocarpus siliculosus (Dillw.) Lyngb. var. hiemalis (Crouan ex Kjellm.) Gallardo /= E. hiemalis (Crouan ex Kjellm.)Kjellm./       | Ектокарпові   | Вразливий               |  |
| 3     | Пілайєла прибережна     | Pylaiella littoralis (L.)Kjellm.                                                                                                   | Ектопарпові   | Рідкісні                |  |
| 4     | Кладостефус губчастий   | Cladostephus spongiosus (Huds.) C. Agardh                                                                                          | Кладостефові  | Рідкісні                |  |
| 5     | Кладостефус кільчастий  | Cladostephus verticillatus (Lightf.) C. Agardh /= C. spongiosus (Huds.) C. agardh f. verticillatus (Lightf.) Prud'houme van Reine/ | Кладостефові  | Рідкісні                |  |
| 6     | Пунктарія хвиляста      | Punctaria tenuissima (C. Agardh) Grev. /= Desmotrichum undulatum (J. Agardh) Reinke/                                               | Пунктарієві   | Рідкісні                |  |
| 7     | Пунктарія широколиста   | Punctaria latifolia Grev. | Пунктарієві   | Рідкісні                |  |
| 8     | Сперматохнус особливий  | Spermatochnus paradoxus (Roth) Kütz.                                                                                               | Сперматохнові | Вразливий               |  |
| 9     | Стилофора ніжна         | Stilophora tenella (Esper) P.C. Silva /= S. rhizodes (Turn.) J. Agardh/                                                            | Сперматохнові | Вразливий               |  |
| 10    | Сфацелярія карликова    | Sphacelaria nana Nägeli ex Kütz. /= Sphacelaria saxatilis (Kuck.) Sauv./                                                           | Сфацелярієві  | Вразливий               |  |
| 11    | Петалонія зостеролисна  | Petalonia zosterifolia (Reinke) Kuntze                                                                                             | Сцитосифонові | Вразливий               |  |

### ВідділЧервоні водорості
| № п/п | Українська назва виду           | Латинська назва виду | Рід             | Природоохоронний статус |  |
| ----- | ------------------------------- | --- | --------------- | ----------------------- |  |
| 1     | Родохортон пурпуровий           | Rhodochorton purpureum (Lightf.) Rosenv.                                                                                                   | Акрохетові      | Рідкісні                |  |
| 2     | Батрахоспермум драглистий       | Batrachospermum gelatinosum (L.) DC. (= Batrachospermum moniliforme Roth; B. densum Sirodot; B. moniliforme f. densum (Sirodot) Israelson) | Батрахоспермові | Рідкісні                |  |
| 3     | Батрахоспермум зовнішньоплідний | Batrachospermum ectocarpum Sirodot | Батрахоспермові | Вразливий               |  |
| 4     | Евпогодон короткогострокінцевий | Eupogodon apiculata (C. Agardh) P.C. Silva (=Dasyopsis apiculata (C. Agardh) Zinova)                                                       | Дазієві         | Вразливий               |  |
| 5     | Гельмінтора розчепірена         | Helminthora divaricata (C. Agardh) J. Agardh                                                                                               | Немалієві       | Вразливий               |  |
| 6     | Стілонема альсіді               | Stylonema alsidii (Zanardini) K.M. Drew (= Goniotrichum elegans (Chauv.) Zanard.)                                                          | Гоніотріхієві   | Рідкісні                |  |
| 7     | Хроодактилон Волле              | Chroodactylon wolleanum Hansg. /= Asterocystis wolleana (Hansg.)Lagerh./                                                                   | Гоніотріхієві   | Рідкісні                |  |
| 8     | Хроодактилон розгалужений       | Chroodactylon ramosum (Thwait.) Hansg. /= Asterocystis ramosa (Thwait) Gobi/                                                               | Гоніотріхієві   | Рідкісні                |  |
| 9     | Немаліон глистовидний           | Nemalion helminthoides (Velley) Batters | Немаліонові     | Вразливий               |  |
| 10    | Філофора псевдорогата           | Phyllophora pseudoceranoides (S.G. Gmel.) Newroth et R.A. Taylor                                                                           | Філофорові      | Зникаючий               |  |
| 11    | Лорансія чашоподібна            | Laurencia coronopus J. Agardh | Родомелієві     | Рідкісні                |  |
| 12    | Лофосифонія повзуча             | Lophosiphonia reptabunda (Suhr.) Kylin | Родомелієві     | Рідкісні                |  |
| 13    | Осмундея гібридна               | Osmundea hybrida (DC.) K.W. Nam in K.W. Nam, Maggs & Garbary (=Laurencia hybrida (DC) Lenorm.)                                             | Родомелієві     | Вразливий               |  |
| 14    | Осмундея зрізана                | Osmundea truncata (Kütz.) K.W. Nam et Maggs (= Laurencia pinnatifida (Huds.) Lamour.)                                                      | Родомелієві     | Вразливий               |  |
| 15    | Полісифонія дрібношипова        | Polysiphonia spinulosa Grev. | Родомелієві     | Вразливий               |  |
| 16    | Птеросифонія пірчаста           | Pterosiphonia pennata (C. Agardh) Sauv. | Родомелієві     | Рідкісні                |  |
| 17    | Торея найрозгалуженіша          | Thorea ramosissima Bory | Тореєві         | Рідкісні                |  |
| 18    | Калітамніон зернистий           | Callithamnion granulatum (Ducluz.) C. Agardh                                                                                               | Церамієві       | Вразливий               |  |

### ВідділЗелені водорості
| № п/п | Українська назва виду                  | Латинська назва виду                                             | Рід           | Природоохоронний статус |  |
| ----- | -------------------------------------- | ---------------------------------------------------------------- | ------------- | ----------------------- |  |
| 1     | Бріопсіс адріатичний                   | Bryopsis adriatica (J. Agardh) Menegh.                           | Бріопсієві    | Вразливий               |  |
| 2     | Кодіум черв'якуватий                   | Codium vermilara (Olivi) Delle Chiaje                            | Кодієві       | Рідкісні                |  |
| 3     | Ентероморфа азовська                   | Enteromorpha maeotica Proschk.–Lavr.                             | Ульвові       | Рідкісні                |  |
| 4     | Евастропсіс Ріхтера                    | Euastropsis richteri (Schmidle) Lagerh.                          | Гідродікцієві | Вразливий               |  |
| 5     | Педіаструм Каврайського                | Pediastrum kawraiskyi Schmidle                                   | Гідродікцієві | Вразливий               |  |
| 6     | Стигеоклоніум пучкуватий               | Stigeoclonium fasciculare Kütz.                                  | Хетофорові    | Вразливий               |  |
| 7     | Бульбохета майже квадратна             | Bulbochaete subquadrata Mrozińska–Webb                           | Едогонієві    | Вразливий               |  |
| 8     | Едогоній косопоровий різновид донський | Oedogonium plagiostomum Wittr. ex Hirn var. tanaiticum Y.V. Roll | Едогонієві    | Рідкісні                |  |
| 9     | Сифонокладус маленький                 | Siphonocladus pusillus (Kütz.) Hauck                             | Сифонокладові | Вразливий               |  |
| 10    | Кладофора вадорська                    | Cladophora vadorum (Aresch.) Kütz.                               | Кладофорові   | Рідкісні                |  |
| 11    | Кладофора далматська                   | Cladophora dalmatica Kütz.                                       | Кладофорові   | Рідкісні                |  |
| 12    | Кладофоропсис шкірястий                | Cladophoropsis membranacea (Hofm. Bang. ex C. Agardh) Börg.      | Кладофорові   | Рідкісні                |  |
| 13    | Хетоморфа Зернова                      | Chaetomorpha zernovii Woronich.                                  | Кладофорові   | Вразливий               |  |